# جاي داردني
جون لي «جاي» داردني جونيور (بالإنجليزية: Jay Dardenne)‏ (من مواليد 6 فبراير 1954) محامٍ وسياسي من باتون روج، لويزيانا، ويشغل حالياً منصب مفوض الإدارة للحاكم الديمقراطي جون بيل إدواردز. خدم داردني الجمهوري المعتدل في منصب نائب الحاكم الخامس والثلاثين في ولايته من 2010 إلى 2016. ترشّح باعتباره جمهورياً، وفاز في انتخابات خاصة لمنصب نائب الحاكم عُقدت بالتزامن مع الانتخابات العامة العادية في الثاني من نوفمبر 2010. في ذلك الوقت، كان داردني وزير خارجية لويزيانا، وعضواً في مجلس شيوخ ولاية لويزيانا في ضواحي باتون روج سابقاً، وهو المنصب الذي شغله منذ عام 1992 وحتى انتخابه وزيراً للخارجية في 30 سبتمبر 2006.

## نظرة عامة سياسية
أعيد انتخاب داردني لولاية كاملة كوزير للخارجية في 20 أكتوبر 2007، في انتخابات تمهيدية غير حزبية عامة بـ 758156 صوتاً (63%) مقابل 373956 (31%) للديمقراطي ر. ريك وولي. حصل سكوت لويس المرشح المستقل، على الأصوات المتبقية 64704 (5%). فاز داردني بثمانية وخمسين أبرشية من أصل أربع وستين أبرشية في الولاية. تفوق على مرشح حاكم الولاية بوبي جيندال، وهو زميل جمهوري في أصوات أولية وفاز بواحد وستين أبرشية إلى ستين لجيندال.
في 2 نوفمبر 2010، انتُخِب داردني نائباً للحاكم عندما هزم كارولين فيارد، وهي ديمقراطية شابة أصلها من دينهام سبرينجز في أبرشية ليفينجستون. خلفه توم شيدلر، نائب رئيس داردني في مكتب وزير الخارجية، كقائم بأعمال وزير الخارجية عندما أدى داردني اليمين الدستورية كنائب للحاكم.
انتخب داردني 719243 صوتاً (57%) مقابل 540633  صوتاً لفيارد (43%). فاز داردني بمعظم الأبرشيات الأربعة والستين ولكنه خسر أورليانز وكادو وسانت لاندري.

## خلفية
داردني هو واحد من ولدين للراحل تونيت وجوني داردني، أجداده ناثان وأولا كورونا أبرامسون وتيكيل واليس وإستير كوهن داردني. شقيقه الأصغر ريتشارد جيمس داردني (1956-2018) مدرب لكرة السلة وسباقات المضمار والذي قضى سنواته الأخيرة في فورت وورث في تكساس. تزوج داردني سابقاً من كاثرين «كاثي» ماكدونالد (من مواليد 23 سبتمبر 1955). للزوجين ولدين: جون داردني من لوس أنجلوس في كاليفورنيا وماثيو داردني من باتون روج. داردني يهوديٌ وتخرج من مدرسة باتون روج الثانوية وجامعة ولاية لويزيانا، وحصل منها على بكالوريوس الآداب في الصحافة. حصل على شهادة من مركز القانون بجامعة ولاية لويزيانا. انتخِب رئيساً للهيئة الطلابية في جامعة ولاية لويزيانا.
نشط داردني في المساعي الاجتماعية والمدنية في وطنه باتون روج ومن خلال المنظمات غير الربحية في جميع أنحاء ولاية لويزيانا. تطوع مع جمعية ضمور العضلات وحملة التبرعات عبر التلفزيون لعيد العمال السنوي ومؤسسة شلل الدماغي وجمعية نهر المدينة للمهرجانات. يشغل منصب رئيس مجلس إدارة كلاسيكيات الألعاب الرياضية الوطنية لكبار السن في الولايات المتحدة (الألعاب الأولمبية لكبار السن)، وشغل منصب رئيس عشر منظمات غير ربحية في مجتمع باتون روج الكبير.
تلاعب داردني بالألفاظ بالسرد الخيالي وفاز «بالإشارات المخادعة» عن إدخالاته في مسابقة بولوير ليتون للسرد الخيالي، وهي مسابقة يقدم المتسابقون فيها سطوراً افتتاحية سيئة للروايات الخيالية. وفاز داردني بجائزة «أكثر تلاعب لفظي بذيء» في مسابقة عام 2006.

## عضو مجلس شيوخ الولاية
في عام 1987، خسر داردني سباقه الأول بفارق ضئيل عن مقعد مجلس شيوخ الولاية في المقاطعة 15 أمام الديموقراطي لاري س. بانكستون، أحد الأبناء الثلاثة لرئيس حزب الدولة الديمقراطي السابق والبالغ من العمر مئة سنة جيسي بانكستون. ثمّ فاز داردني بالانتخاب بمقعد في مجلس منطقة شرق باتون روج وشغل هذا المقعد حتى عام 1992.
أدار داردني عام 1991 مقعد المقاطعة 16 في مجلس شيوخ الولاية الذي تخلى عنه الديمقراطي المتقاعد الذي تحول إلى جمهوري كينيث أوستربيرجر. في الانتخابات التمهيدية، تخلف داردني عن زميلته الجمهورية ليندا إيمز، العضو لمقاطعة 8 في مجلس منطقة باتون روج الشرقي. ومع ذلك هزم داردني إيمز في الانتخابات العامة. سرعان ما اكتسب داردني شهرة كبطل للإصلاح وشوكة في جانب الحاكم الديمقراطي إدوين واشنطن إدواردز. ومع ذلك سُنّ عدد قليل من مقترحاته للإصلاح.
أصبح داردني زعيم حزب المحافظين وبدأ بإصدار قانون تاريخي بعد انتخاب الجمهوري مورفي ج. «مايك» فوستر، الابن كحاكم في عام 1995. واصل الدفع دون جدوى من أجل الإصلاحات في إدارة خلف فوستر، الديموقراطية كاثلين بابينو بلانكو. ساعد في تمرير التعديلات الدستورية على حدود الأجل والتآكل الساحلي وحقوق الضحايا. عمل من أجل إنشاء مجلس دولة واحد للأخلاقيات وتزعم إصلاح نظام طياري النهر وتقليل الهدر الحكومي باعتباره رئيساً للجنة المالية بمجلس الشيوخ في لويزيانا.

## الترشح لوزارة الخارجية والانتقال
خاض داردني الانتخابات الخاصة التي أجريت في 30 سبتمبر لاستكمال الولاية التي أخليت بمقتل وزير الخارجية السابق و. فوكس ماكيثين، وهو زميل جمهوري توفي في صيف عام 2005. ممثل الدولة الديمقراطي السابق آل أتر من فيريدي أبرشية كونكورديا، وكان مساعداً لوزير الخارجية في عهد ماكيثين وعمل بالنيابة حتى انتُخب وزيراً جديداً. كان صديقا لماكيثين وممثل الدولة الديمقراطي السابق. اختار عدم الترشح لهذا المنصب في الانتخابات الخاصة. كان المرشحون الرئيسيون في السباق هم: داردني والسناتور فرانسيس سي. هايتماير من نيو أورليانز والرئيس الجمهوري السابق مايك فرانسيس من لافاييت وكراولي.
تميز السباق بهجمات على داردني من فرانسيس (كلاهما يشغل مناصب مؤيدين للحياة) بسبب القضايا الاجتماعية في الغالب، بما في ذلك تصويت داردني كسيناتور في التسعينيات لتعديل هايد الفيدرالي الذي يسمح بالإجهاض الممول من الحكومة الفيدرالية في حالة الاغتصاب أو سفاح القربى. أُدرجت هذه الاستثناءات منذ عام 1977 رداً على المدافعين عن حقوق المرأة، بينما يناقش معارضو الإجهاض أنهم يعاقبون الذين لم يولدوا بعد على جرائم الآباء. أكد داردني أن تصويته كان مطلوباً لضمان استمرار لويزيانا في تلقي أموال المعونة الطبية. على الرغم من هذه الهجمات، تمكن داردني من تقديم نفسه كمرشح للإصلاح في السباق، وحصل على عدد ضخم من الأصوات في منطقة باتون روج وضواحي نيو أورليانز وحتى في مدينة نيو أورليانز ذات الكثافة الديمقراطية. قام بحملة في ولاية لويزيانا الشمالية بمساعدة أوبري و. يونج، وهو مسؤول حكومي سابق ومنظم شعبي في الأصل من مونرو، يعود تاريخ خدمته إلى دوره كضابط مرافق في عهد الحاكم جون ج. ماكيثين، والد فوكس ماكيثين.
حصل داردني على 30% من الأصوات وهايتماير على 28% وفرانسيس على 26%. أخذ المرشحون الصغار بقية الأصوات. ارتمست الجولة الثانية بين داردني وهايتماير. اختار فرانسيس عدم تأييد أي من المرشحين وقال إنه سيخوض الانتخابات في عام 2007. في النهاية، لم يترشح فرانسيس لشغل هذا المنصب في الانتخابات التمهيدية العادية التي عقدت في 20 أكتوبر 2007.
بعد حوالي أسبوعين من حملة جولة الإعادة الانتخابية الخاصة، انسحب هايتماير. وقال إن قاعدة الناخبين الديمقراطيين في نيو أورليانز أُهلِكت بسبب إعصار كاترينا، إذ اضطر عشرات الآلاف من الناس إلى إخلاء المدينة قبل وبعد العاصفة المدمرة والفيضانات. وقال إنه دون مساعدة من الديمقراطيين الوطنيين، سيكون النصر على داردني مستحيلاً. وفقًا لتقرير لويزيانا السياسي، فإن انسحابه ربما كان سابقاً لأوانه في ضوء الاكتساح الديمقراطي الوطني في انتخابات التجديد النصفي للعام 2006.
حصل داردني وفرانسيس ومرشحان جمهوريان صغيران على 54% من الأصوات في مدينة نيو أورليانز، وهي قاعدة السلطة للحزب الديمقراطي بالولاية، ما يعكس التركيبة السكانية المتغيرة. قبل شهرين، لم يحصل المرشحان الجمهوريان لمنصب عمدة نيو أورليانز على عدد كافٍ من الأصوات إذ بالكاد وصل العدد إلى 10% من الأصوات.